# Hiperplasia inflamatória

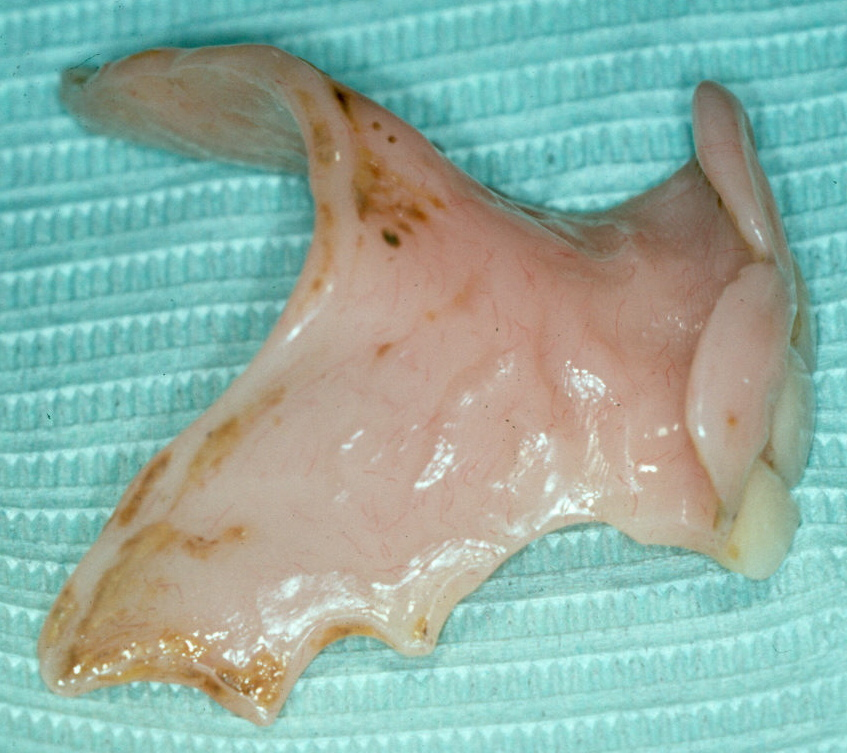
Exemplo de prótese com desgaste, que pode provocar uma hiperplasia inflamatória nos tecidos bucais

Hiperplasia inflamatória é uma lesão do tipo hiperplásica geralmente relacionada a fatores traumáticos (por exemplo: próteses mal adaptadas).
Seu tamanho e forma dependem do fator irritativo e pode haver úlceras sobrepostas.
É uma lesão inflamatória crônica, ou seja, possui uma longa duração.

## Tratamento
- Remoção total da lesão cirurgicamente
- Realizar diagnóstico histopatológico
- Eliminar a etiologia para prevenir futuras lesões